# Ruta 156

Es una Carretera Chilena que abarca la Región del Biobío, en el Sur de Chile. La Ruta se inicia en Concepción y finaliza en Coihue. Corresponde a la Concesión Autovía de la Madera.
Actualmente es una vía muy concurrida por el movimiento de la actividad industrial de Nacimiento.
- Datos: Q6113901